# Fabian Hänle
Fabian Hänle (* 23. September 1987 in Albstadt-Ebingen) ist ein deutscher Manager, Autor und Unternehmensberater. Hänle ist Wirtschaftsprofessor an der Antwerp Management School, internationaler Referent und gilt als Experte für die wirtschaftlichen und politischen Beziehungen zwischen Europa und China. Neben Deutsch und Englisch spricht er fließend Mandarin-Chinesisch.

## Werdegang
Hänle wuchs in Balingen auf der Schwäbischen Alb auf. 2007 schloss er das Abitur am Gymnasium Balingen ab. Von 2007 bis 2010 absolvierte Hänle in Kooperation mit dem Unternehmen Blickle sein Bachelor-Studium in International Business an der Dualen Hochschule Baden-Württemberg (DHBW) sowie in den USA an der University of California, Santa Barbara (UCSB). Während seiner Zeit als CEO in China schloss er das Executive MBA-Programm der Mannheim Business School und der Shanghai Tongji University  als Jahrgangsbester ab.
Er promovierte 2021 berufsbegleitend im Executive PhD-Programm an der Antwerp Management School  und der Universität Antwerpen. 2023 wurde er zum Professor und Adjunct Faculty Member an der Antwerp Management School ernannt. Zudem ist er als Dozent in der Executive Education der Mannheim Business School tätig.
Hänle begann eine Tätigkeit in der Industrie. Er war über ein Jahrzehnt als Geschäftsführer (CEO) der chinesischen Tochtergesellschaft des deutschen Hidden Champions Blickle Räder+Rollen tätig. In dieser Rolle leitete er den Aufbau des Unternehmens von Grund auf und etablierte es als einer der Marktführer in seiner Branche. Zusätzlich war er in leitenden Positionen in den USA, Kanada und Frankreich tätig. Heute ist Hänle CSO und Vorstandsmitglied der FATH Unternehmensgruppe.

## Beratungstätigkeit
2022 gründete Hänle die Dr. Hänle & Partners Consulting GmbH, eine internationale Unternehmensberatung mit Sitz in Frankfurt und Balingen sowie Partnerstandorten in China. Das Unternehmen berät DAX-Konzerne, Politiker, Mittelständler und Weltmarktführer zu wirtschaftlichen Themen wie Strategie, Vertrieb und Risikoanalysen zu China.

## Autor
Hänle ist mehrfacher Buchautor und Verfasser wissenschaftlicher Fachartikel. Seine Schwerpunkte liegen auf internationaler Wettbewerbsfähigkeit, Hidden Champions sowie Chinas wirtschaftlichem Aufstieg – mit dem Fokus, Impulse für eine zukunftsorientierte wirtschaftliche Entwicklung Deutschlands zu geben. Besonders intensiv hat er sich mit mittelständischen Weltmarktführern (Hidden Champions) befasst, ebenso wie mit den wirtschaftlichen und politischen Mechanismen, die China zu einem globalen Innovationsführer gemacht haben – und den strategischen Lehren daraus für westliche Unternehmen.
Die Werke von Hänle wurden von Wirtschaftsmedien wie der WirtschaftsWoche, dem Handelsblatt und Die Presse aufgegriffen. Wirtschaftserwachen wurde vom Management-Journal mit der Höchstpunktezahl bewertet und als „besonders wertvoll“ für Führungskräfte und Unternehmer empfohlen. GetAbstract bewertete es kritischer mit acht von zehn Punkten. Hermann Simon, Entdecker der Hidden Champions, nannte es einen „wegweisenden Beitrag für Wirtschaft, Politik und Weltinteressierte“. Walter Döring, ehemaliger Wirtschaftsminister von Baden-Württemberg, bezeichnete es als „sehr wertvoll, voller reicher Erfahrungen“.
Buchveröffentlichungen:
- Wirtschaftserwachen - Chinas Mittelstandswunder und wie uns neues Wachstum für Deutschland gelingt, Buchveröffentlichung, GABAL Verlag, Offenbach 2024, ISBN 978-3-96739-178-7.
- The Secrets of China’s Success - Untold Stories of New World Market Leaders and How the Western Economy Can Respond, Buchveröffentlichung, GABAL Verlag, Offenbach 2025, ISBN 978-3-96739-202-9.
- Die Magie des Mittelstands, Buchveröffentlichung, GABAL Verlag, Offenbach 2024, ISBN 978-3-96740-351-0.

Wissenschaftliche Beiträge (Auswahl):
- Asia-Europe Industrial Connectivity in Times of Geopolitical Turbulence, Lucía Morales, Sam Dzever, Robert Taylor (Hrsg.), Buchveröffentlichung, Wiley-ISTE 2022, Kapitel 8 mit Stefanie Weil, Bart Cambré, ISBN 978-1-394-18602-0
- Chinese SMEs in Germany: an exploratory study on OFDI motives and the role of China’s institutional environment, Wissenschaftlicher Fachartikel, Fabian Hänle, Stefanie Weil, Bart Cambré, Emerald, Multinational Business Review 2022, ISBN 978-3-96739-202-9.
- China’s OFDI support mechanisms in Germany: how governments can work together to promote SME internationalization, reduce liability of foreignness and contribute positively to society, Wissenschaftlicher Fachartikel, Fabian Hänle, Stefanie Weil, Bart Cambré, Emerald, Journal of Entrepreneurship in Emerging Economies 2022, ISBN 978-3-96739-202-9.
- A systematic review on the internationalization of Chinese SMEs: thematic expansion, new impulses and potential avenues for future research, Wissenschaftlicher Fachartikel, Fabian Hänle, Bart Cambré, Stefanie Weil, Emerald, Journal of Entrepreneurship in Emerging Economies 2022, ISBN 978-3-96739-202-9.

## Einfluss und Wirken
Am 4. November 2019 wurde Hänle von Präsident Emmanuel Macron nach Shanghai eingeladen, um im Vorfeld von Treffen mit Chinas Staatspräsidenten Xi Jinping mit hochrangigen Vertretern deutscher und französischer Unternehmen über die europäisch-chinesischen Wirtschaftsbeziehungen zu diskutieren.
Hänle nahm in der Folge an weiteren Wirtschaftsgipfeln und deutsch-chinesischen Delegationen teil. In Shanghai war er Teilnehmer eines CEO-Roundtables mit Wirtschafts- und Regierungsvertretern, darunter Bundesministerin Anja Karliczek im Kabinett Merkel IV, Vertreter der Europäischen Handelskammer China, dem ehemaligen Vorstandsvorsitzenden der BASF, Martin Brudermüller, und dem CEO von Volkswagen China.
Neben seiner Beteiligung an Delegationen in Shanghai engagierte sich Hänle im Rahmen des 2. Internationalen Weltmarktführer-Forums in Peking, das im Mai 2025 von Walter Döring, stellvertretendem Ministerpräsidenten und Wirtschaftsminister a. D., initiiert und geleitet wurde. Beide engagieren sich in ihren jeweiligen Funktionen für eine zukunftsorientierte wirtschaftspolitische Positionierung Deutschlands im globalen Wettbewerb.
Ausdruck dieses Engagements war unter anderem eine hochrangige Delegationsreise nach China, die Döring im Mai 2025 leitete. Am 27. Mai empfing das chinesische Handelsministerium (MOFCOM) die Delegation zu einem vertraulichen Gespräch mit Ling Ji, Vize-Handelsminister und stellvertretendem internationalen Handelsverhandlungsführer der Volksrepublik China. Hänle war Teil der rund 20-köpfigen Gruppe aus Politik und Wirtschaft, die zentrale Anliegen deutscher Unternehmen auf höchster Regierungsebene zur Sprache brachte. Die Teilnahme profilierter Persönlichkeiten wie Michael Müller (Politiker, 1964), Hans-Peter Friedrich, Benita Ferrero-Waldner und Heinrich von Pierer unterstrich die politische Relevanz und das strategische Gewicht des Treffens.

## Speaker
Hänle ist international gefragter Keynote Speaker und tritt regelmäßig auf führenden Wirtschaftskonferenzen, Universitäten und Unternehmensveranstaltungen auf. Seine Vorträge behandeln Themen wie:
- Globale Wirtschaftstrends mit besonderem Fokus auf China, Europa und USA
- Erfolgsstrategien mittelständischer Weltmarktführer ("Hidden Champions")
- Interkulturelles Management und Leadership in globalen Unternehmen
- Künstliche Intelligenz und Ethik

Im Mai 2025 war Hänle als Redner beim 2. Internationalen Weltmarktführer-Forum in Peking geladen, das von Dr. Walter Döring, Wirtschaftsminister a. D., initiiert und geleitet wurde. Das Forum versammelte rund 3000 Entscheidungsträger aus Wirtschaft und Politik sowie 120 europäische CEOs und gilt als internationales Pendant zum renommierten „Gipfeltreffen der Weltmarktführer“ in Deutschland. In seiner zweisprachigen Präsentation auf Deutsch und Chinesisch sprach Hänle über die Erfolgsfaktoren mittelständischer Weltmarktführer in Zeiten globaler Umbrüche. Seine Leitgedanken lauteten: Exzellenz mit Haltung, Innovation global gedacht und Dialog statt Abschottung.
Im Jahr 2024 war Hänle als Redner beim 4. Internationalen Ökonomentag des Bundesverbandes Deutscher Volks- und Betriebswirte (bdvb) geladen. Der bdvb ist die größte berufsständische Vertretung von Wirtschaftsakademikern in Deutschland und spielt eine zentrale Rolle in der wirtschaftspolitischen Debatte. In Kooperation mit dem Sachverständigenrat zur Begutachtung der gesamtwirtschaftlichen Entwicklung (Wirtschaftsweise) trägt der Verband zur wirtschaftlichen Meinungsbildung bei, insbesondere durch die Vorstellung des Jahresgutachtens zur gesamtwirtschaftlichen Entwicklung. Hänles Vortrag beschäftigte sich mit Künstlicher Intelligenz und den wirtschaftlichen Wechselwirkungen zwischen Europa und China sowie den strategischen Herausforderungen für Unternehmen in einem geopolitisch komplexen Umfeld.